# الحديقة الوطنية تلمسان
الحديقة الوطنية تلمسان (بالإنجليزية:Tlemcen National Park)، هي محمية طبيعية توجد في تلمسان بالجزائر، وهذه هي واحدة من الحدائق الوطنية الأخيرة للجزائر بسبب حداثة إنشائها وذلك سنة 1993، تبلغ مساحتها 8825 هكتار، وتشمل أقاليم سبع بلديات منها على الخصوص : تلمسان والمنصورة وعين فزة.
- تضم فضلا عن المعالم الطبيعية والسياحية المذكورة عدة مناظر طبيعية جذابة متناثرة عبر الغابات والجبال والسهول فضلا عن المعالم الأثرية والآثار التاريخية.

## تقديم الحديقة
- تقع في ولاية تلمسان التي تحدها من الشمال البحر المتوسط وولاية عين تيموشنت، ومن الشرق ولاية سيدي بلعباس ومن الغرب المغرب الأقصى ومن الجنوب ولاية النعامة. وتبلغ مساحتها حوالي 8 225,04 هكتار وهناك مشروع تمديد الحظيرة إلى 80 000 هكتار.

## الجيولوجيا
تميز الحديقة كتلتين جيولوجيتين. أراضي من العصر الجوراسي وأراضي من العصر الثالث. كما تتميز بالطابع الصخري وهذا ما أدى إلى وجود العديد من المغارات.كما نجد في الحظيرة التربة الحمراء والأراضي الجافة قليلة المياه.
- توجد في المنطقة وديان مؤقتة مثل وادي تافنة وواد ناشف وواد مفروش. أما المناخ السائد في المنطقة فهو المناخ شبه جاف والرطب.

## النباتات
- إن التكوينات الغابية في الحديقة الوطنية تلمسان تتكون من أشجار البلوط بأنواعه، أما النباتات فتوجد حوالي 904 صنف منها 22 صنف محمي و31 أصلي و38 نادر و27 صنف نادر جدا مثل:
- الثوم الذهبي.
- النباتات الطبية.
- الفطريات.

## الحيوانات

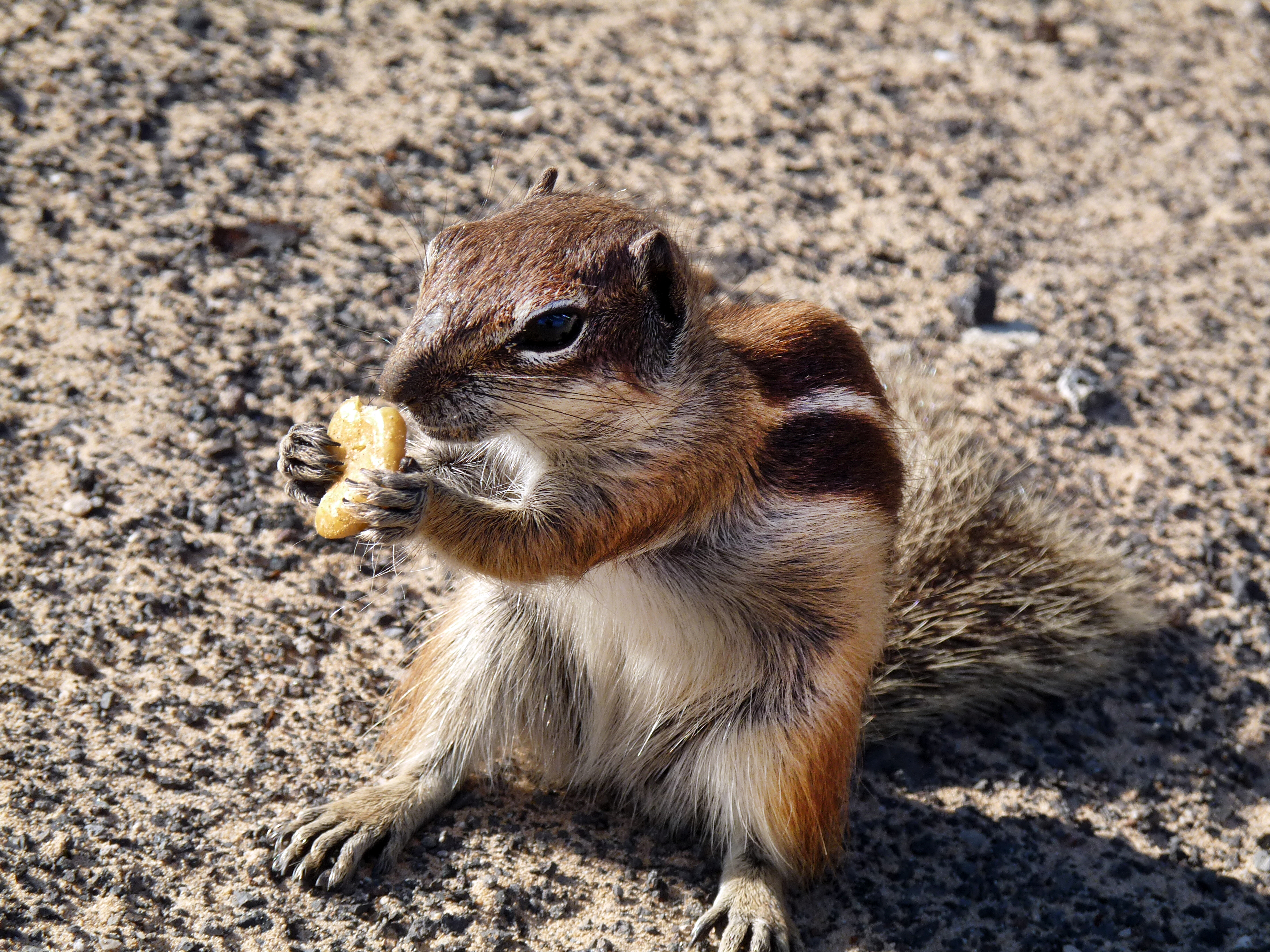
السنجاب البربري

- تحتوي الحظيرة على حوالي 141 نوع حيواني منها 49 محمي من طرف القانون الجزائري مصنفة كالتالي :
  - 100 نوع من الطيور منها 38 نوع محمي.
  - 16 نوع من الثدييات بما في ذلك 08 أنواع محمية.
  - 18 نوع من الزواحف، بما في ذلك 1 نوع محمية.
  - 7 أنواع من البرمائيات.
  - 33 نوع من الحشرات.

وتعتبر الحديقة الوطنية تلمسان آخر معاقل السنجاب البربري.

## المواقع الأثرية والمناظر الطبيعية المتميزة

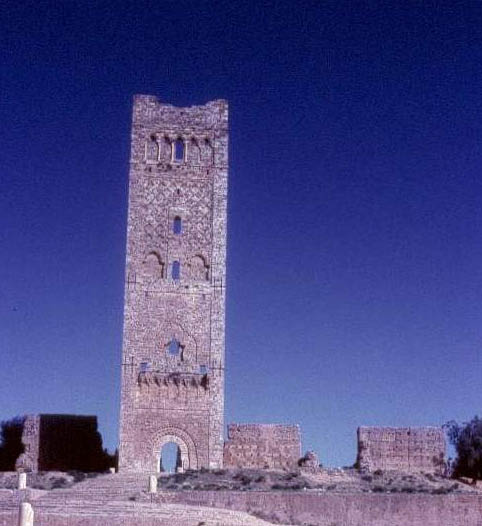
المنصورة

- تتميز الحديقة الوطنية بتلمسان بأثارها الخلابة منها :
  - الأوريت المشهورة بشلالاتها.
  - مغارة بني عاد التي تقع على علو 1 123 م وتتربع على مساحة 8 500 م2 وتضم غرفة السلطان، غرفة الحارس وتمثال الحرية.
  - هضبة لالا سيتي .
  - المنصورة.
  - مسجد سيدي بومدين
  - مسجد سيدي إسحاق الطيار
  - مئذنة أغادير
  - وادي تافنة
  - سد مفروش
  - غابة موتاس